# 高隆博克
高隆博克，是匈牙利佐洛州所辖的一个村，总面积25.91平方公里，总人口1288，人口密度49.7人/平方公里（2010年1月1日）。